# Jean Ruzé d'Effiat
 (septembre 2022).
Pour les autres membres de la famille, voir Famille Ruzé.

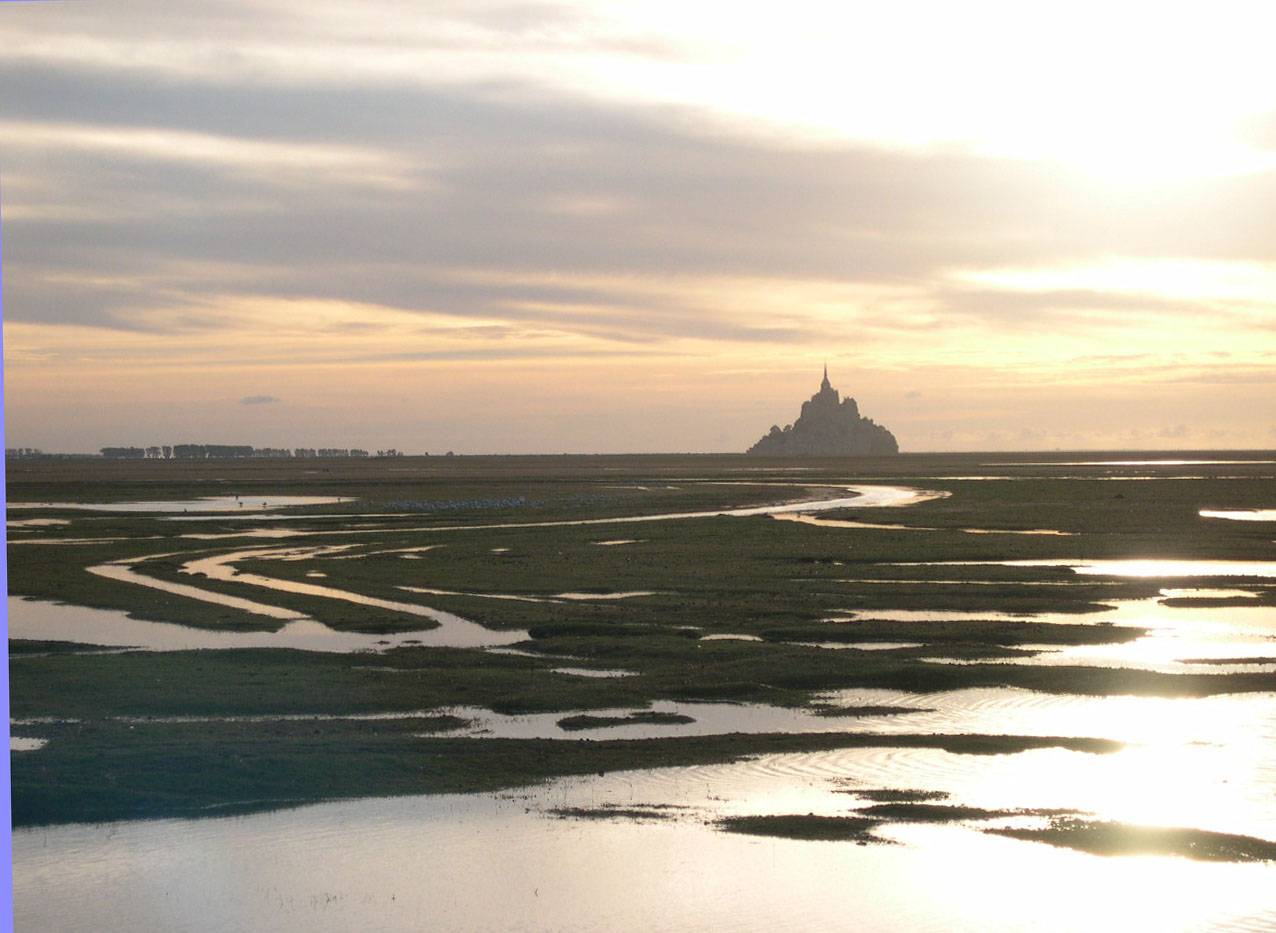
Le Mont Saint-Michel.

Jean Coiffier de Ruzé d’Effiat, né en 1622 et mort le 18 octobre 1698 au château de l’Arsenal, est un religieux français, quarante-troisième abbé du Mont Saint-Michel, de 1641 à 1643 il est également commendataire de Saint-Sernin de Toulouse de 1640 à sa mort.

## Biographie
Jean Ruzé d'Effiat est le fils d'Antoine Coëffier de Ruzé d'Effiat (1581-1632), écuyer de Louis XIII, futur maréchal de France (1631) et de Marie de Fourcy, son épouse. Il est le frère cadet de Cinq Mars et l'oncle du dernier marquis d'Effiat.
La disgrâce du duc de Lorraine, précédent abbé, et la discussion armée dont elle fut suivie, atteignit de son contrecoup la tranquillité du couvent du Mont Saint-Michel. Cinq-Mars, alors favori du roi Louis XIII, obtint, par son influence sur l’esprit du roi, la commande de ce monastère pour son frère Jean, prieur de Longjumeau, de Saint-Saturnin-de-Toulouse, et des Trois-Fontaines.
L’espérance d’une réconciliation entre l’ancien titulaire et son souverain, détermina le pape à retarder la préconisation de ce nouvel abbé. D’Effiat ne se saisit pas moins de l’administration du temporel de la communauté. Sans attendre les bulles du pape, il fit publier à son de trompe, dans les localités voisines, la location de l’abbaye du Mont Saint-Michel, compris la baronnie d’Ardevon. Le sieur Roussel, docteur en médecine, s’en porta fermier.
Ces faits provoquèrent d’ardentes protestations de la part du monastère. Les religieux réclamèrent, d’abord inutilement, que les dépenses qu’ils avaient faites pour l’amélioration et le développement de la baronnie d’Ardevon, et dont le chiffre s’élevait à 15 000 livres, leur fussent au moins restituées.
Plusieurs contestations judiciaires éclatèrent alors entre les moines et leur abbé, ou ses agents. La disgrâce de Cinq-Mars, dans laquelle se trouvèrent enveloppés ceux qu’il avait élevés par son crédit, en hâta le terme et en détermina l’issue. Ruzé d’Effiat, révoqué de cette abbaye, dont il n’avait pas même reçu l’investiture pontificale, se retira dans l’un des monastères dont il était précédemment investi.
Roussel fut contraint de renoncer à ses jouissances ; le sieur François Robert de Hemye, intendant de l’abbé, ne put même conjurer sa révocation par le zèle qu’il mit à poursuivre l’exécution des réparations aux bâtiments monastiques, ordonnées par arrêt de justice. La somme de 14 000 livres, qui lui fut accordée le 6 mars 1641, sur requête, pour la continuation des deux piliers de la tour du côté de l’autel, et d’un autre pilier de la Grande-Salle, travaux auxquels il avait déjà consacré 4 000 livres, fut employée par le sieur de Saint-Gilles, qui lui fut donné pour successeur.
Son cœur a été inhumé à Chilly.